# Sophus Lie
Pour les articles homonymes, voir Lie.
Marius Sophus Lie (17 décembre 1842 à Nordfjordeid, Norvège – 18 février 1899 à Christiania, Norvège) est un mathématicien norvégien. Il a participé activement à la création de la théorie des symétries continues, théorie qu'il a appliquée à la géométrie et aux équations différentielles. On lui doit la création de la notion d'algèbre de Lie, ainsi que des groupes de Lie.

## Biographie

### Formation scientifique
Fils du pasteur Johan Lie et de son épouse Mette Maren, Marius Sophus Lie est le sixième enfant d'une fratrie de sept. La première épreuve qui l'affecte cruellement est la mort de sa mère quand il n'a que neuf ans. Ils habitent alors Moss, au sud de la capitale actuelle Oslo. Marius reste marqué à jamais par cette perte, même durant son instruction au collège Nissen, dans la capitale norvégienne où son frère aîné Friedrik étudie déjà les sciences. Là, il fait la connaissance d'Ernst Motzfeldt, qui restera son grand ami jusqu'à la fin de ses jours. Malgré sa stature et sa force physique peu communes, il ne peut pas, contrairement à son frère John, intégrer l'école militaire, en raison d'une myopie handicapante. Dépourvu de vocation claire, il poursuit cependant des études scientifiques. Entre 1861 et 1865, après avoir réussi l'épreuve d'accession puis l'examen d'entrée obligatoire, Lie étudie à l'université d'Oslo les sciences, la zoologie, la botanique, la géologie et, tout particulièrement, les mathématiques : trigonométrie sphérique et plane, théorie des équations et algèbre, mécanique et géométrie, en plus d'autres matières. On compte parmi ses professeurs Ludwig Sylow, qui va lui enseigner la théorie d'Évariste Galois, fort peu enseignée à l'époque. À l'issue de ses études universitaires, Lie n'a pas une idée précise de son devenir et retourne vivre chez ses parents, à Moss, avant de louer une chambre à Oslo, où il commence dès l'année suivante à donner des cours particuliers, principalement aux étudiants désireux de préparer l'examen d'accession à l'université. Un déclic se produit en 1868, quand il écoute, à Christiana, un exposé du mathématicien danois Hieronymus Georg Zeuthen, sur la géométrie et l'œuvre du mathématicien et physicien prussien Julius Plücker. Ces travaux le séduisent profondément, l'amenant à étudier la géométrie projective de Jean-Victor Poncelet, August Ferdinand Möbius ou Luigi Cremona, d'après les livres qu'il emprunte à la bibliothèque de l'université.

### Le boursier
En 1869, Lie écrit un article sur les nombres imaginaires, peu après, il publieune étude à caractère purement géométrique pour laquelle il obtient une bourse de voyage lui permettant de poursuivre sa formation en Europe. Et en septembre 1869, il se rend à Berlin pour prendre part au séminaire d'Ernst Kummer. Là, il fait la connaissance du jeune Felix Klein, avec qui il s'entend très vite et bien, d'autant qu'ils partagent des points de vue similaires sur les mathématiques du moment. Klein vient de passer son doctorat avec Julius Plücker, à l'université de Bonn et, en raison du décès subit de ce dernier, s'est chargé d'achever son dernier ouvrage, Nouvelle géométrie de l'espace. Il connaît donc à la perfection les travaux de son maître, notamment sa géométrie développée à partir de la géométrie projective, déjà bien enracinée à l'époque. Bien qu'ayant écrit peu d'articles à quatre mains, Lie et Klein travaillent dans la même branche de la géométrie, chacun connaissant les résultats de l'autre. Ils se rendent ensemble à Göttingen et à Paris où Lie découvre le texte sur les équations aux dérivées partielles du mathématicien russe Imschenetsky, dont il s'inspirera pour développer ses idées sur l'utilisation des symétries en matière d'équations différentielles. Durant l'été 1870, alors qu'ils assistent tous deux à des cours universitaires à Paris, la guerre franco-prussienne éclate et Klein est envoyé au front. De son côté, Lie décide de se rendre à pied en Italie, pour faire la connaissance de Luigi Cremona, mathématicien italien qui étudie la géométrie projective. À Fontainebleau, les troupes françaises l'arrêtent et, trouvant sur lui plusieurs lettres en allemand, le prennent pour un espion allemand et le jettent aussitôt en prison. Au bout d'un mois, Gaston Darboux, mathématicien déjà renommé à l'époque, explique que ces lettres n'ont rien à voir avec la guerre : elles sont destinées à un mathématicien nommé Klein. Grâce à Darboux, Lie est immédiatement libéré et peut enfin prendre un train pour Milan, où il s'entretient avec le mathématicien italien, avant de repartir pour Düsseldorf et retrouver Klein. Le retour à Oslo se produit en décembre 1870. En 1871, Lie soutient à l'université de Christiana sa thèse de doctorat sur la transformation droite-sphère et ses applications en géométrie, qui bénéficie des éloges de Darboux et de Klein. Dans le courant de l'automne, il se présente à un poste de professeur à Lund, en Suède. À l'université de Christiana, des enseignants se regroupent alors pour solliciter une place exceptionnelle de professeur, afin que la même erreur commise avec Abel ne se reproduise pas avec ce mathématicien déjà considéré comme très prometteur. Le poste est finalement voté au Parlement norvégien, en février 1872,.

### Premier«professeur parlementaire»
Lie devient ainsi le premier « professeur parlementaire » de Norvège, le second à être nommé par cette voie devant être l'historien Ernst Sars. Il se fond dans son rôle d'enseignant avec toutes les contraintes que cela comporte de faire acte de présence auprès de ses élèves et de collaborer avec ses confrères. Cette même année, il demande Anna Birch en mariage.
À partir de sa transformation droite-sphère, il développe un calcul pour les symétries des équations différentielles grâce auquel il sème le germe d'une théorie générale permettant de résoudre ces équations, théorie qui va bientôt devenir la pierre angulaire de l'analyse. Il soumet son travail à l'approbation des Mathematische Annalen, la revue fondée en 1868 par Alfred Clebsch et Carl Neumann à l'université de Göttingen. Clebsch s'était lui aussi penché sur la question. Il ne considère toutefois pas l'argumentation géométrique de Lie, aussi se refuse-t-il à la publier. Fort heureusement, en février 1872, il se saisit des résultats d'Adolf Mayer, qui corroborent pleinement ceux de Lie. Les deux travaux sont publiés cette même année. À l'automne, Lie expose à Göttingen sa méthode géométrique qui, sortant du cadre de la tradition analytique prédominante, est ardue à comprendre. Lie doit fort bien s'acquitter de sa tâche puisque, en 1873, Mayer publie dans la même revue l'interprétation analytique des arguments de Lie.
En 1874, il épouse Anna Birch. Lie profite alors de sa lune de miel à Paris pour dénicher un mémoire relatif aux fonctions elliptiques, qu'Abel avait soumis à l'Académie des sciences de Paris quelques années auparavant. Il se fixe alors pour mission de publier les œuvres complètes d'Abel, avec l'aide précieuse de son confrère norvégien Ludwig Sylow. Malgré la naissance de trois enfants, Marie (1877), Dagny (1880) et Herman (1884), il dégage du temps pour faire aboutir son travail sur Abel en 1881. Lie, épanoui dans sa vie de famille, demeure dans la même université durant quatorze ans. Toutefois, le manque d'élèves à ses cours l'empêche de développer pleinement ses idées, il a besoin d'être stimulé par des élèves thésards pour faire émerger de nouvelles idées et démonstrations. Or, dans ce domaine, il se trouve terriblement seul à Christiana. Quelques années passent ainsi et, en 1886, il choisit de s'établir à Leipzig, où son fidèle ami Klein lui a proposé de reprendre son poste de professeur de géométrie. Douze années durant, Lie se consacre intensément à la recherche. On le voit notamment collaborer avec plusieurs mathématiciens de premier plan, tels Friedrich Engel, Friedrich Schur, Eduard Study ou Felix Hausdorff, qui avaient été ses élèves avant d'intégrer les plus prestigieuses universités allemandes. À Leipzig, Lie dirige le séminaire du département de mathématiques, au sein duquel ses travaux sur les groupes et les algèbres sont largement débattus, avec pour conséquence la publication de sa monumentale Théorie des groupes de transformation en trois épais volumes, qui seront publiés entre 1888 et 1893. Toutefois, le contact avec la nature, qui lui procurait tant de joie et d'énergie en Norvège, est pour Lie quasi inexistant en Allemagne. À Leipzig, il éprouve une difficulté à s'intégrer totalement, malgré le soutien de ses confrères et amis. En 1889, il succombe à une dépression nerveuse qui le contraint à se soumettre à un traitement psychiatrique dans une clinique de Hanovre, où il est interné durant sept mois.
En 1892, il est reçu à l'Académie française des sciences, où il rencontre Élie Cartan, qui a les mêmes centres d'intérêt. En 1897, la Société de physique et de mathématiques de l'université de Kazan lui décerne son premier Prix Lobatchevski pour la publication de son ouvrage sur les groupes de transformations. En 1898, Lie reprend un poste à l'université de Christiana, mais n'en profite guère : le 18 février 1899, il succombe à une anémie pernicieuse dans la capitale norvégienne.

## L'œuvre
Les groupes de Lie sont les groupes de transformations continues, dont il a montré que l'étude est facilitée par la considération de leurs générateurs infinitésimaux. On doit à Lie d'avoir découvert que la famille de symétries d'une équation présente une structure de groupe et une structure naturelle de variété différentielle. Comme variété, elle présente un plan tangent à chaque point, et comme groupe, un point spécial : l'élément neutre. Et le plan tangent à l'élément neutre possède une structure d'algèbre non associative, dite algèbre de Lie. L'étude de la relation intime qui existe entre un groupe de Lie et son algèbre associée donne lieu à plusieurs théorèmes établissant une circulation d'informations féconde entre géométrie, analyse et algèbre.

## Postérité

### Ses élèves
Il dirige quatorze thèses de doctorat, dont treize durant les années passées à l'université de Leipzig. L'une d'entre elles, celle d'Élie Cartan en 1894, est en revanche soutenue à l'université de Paris, et une autre, celle d'Elling Holst en 1882 à Christiana. Dans l'ordre chronologique de soutenance des thèses, on trouve ainsi Elling Holst, Willibald Reichardt (1887), Gottlob Lipps (1888), Hermann Werner (1889), Georg Scheffers (1890), Kazimierz Zorawski (1891), Arthur Tresse (1893), Élie Cartan (1894), Richard Kummer (1894), Lucjan Böttcher (1898), Charles Bouton (1898), Gerhard Kowalewski (1898), Edgar Odell  Lovett (1898) et Hans Blichfeldt (1900).

### Nouvelles recherches
Les découvertes de Sophus Lie ouvrirent le champ de grands horizons mathématiques, au développement de nouvelles théories et à de nouvelles lignes de recherche amenées à se poursuivre après sa mort : 
- La classification des groupes et des algèbres de Lie
- Le cinquième problème de Hilbert
- le théorème de Cartan sur la théorie du contact de variétés
- L'émergence du calcul tensoriel[9]